# ماركو أفراموفيتش
ماركو أفراموفيتش هو لاعب كرة قدم صربي في مركز الوسط، ولد في 2 أبريل 1987 في Lučani ‏ في صربيا. لعب مع ملادوست لوتشاني ونادي ياغودينا.

## وصلات خارجية
- ماركو أفراموفيتش على موقع قاعدة بيانات كرة القدم.إي يو (الإنجليزية)
- ماركو أفراموفيتش على موقع Soccerway.com (الإنجليزية)